# Sven Rybin
Sven Oscar Rybin, född 14 juni 1914 i Stockholm, död 28 maj 2012 i Antibes i Frankrike, var en svensk målare, tecknare och grafiker.
Han studerade vid Edward Berggrens målarskola målarskola i Stockholm 1943–1944 men ansåg sig själv som autodidakt. Under långvariga vistelser i Paris på 1940- och 1950-talen bedrev han studier av konst på olika museer och utställningar. Separat ställde han bland annat ut på Ekströms konstgalleri i Stockholm (1949), Galerie Palmes(1951 och 1953) i Paris och på Modern konst i hemmiljö i Stockholm 1953. Han medverkade 1954 i en utställning på Galerie de la Maison des Beaux-Arts i Paris och året därpå i en utställning arrangerad av Centre Culturel de la Cité Universitaire i Paris. Tillsammans med ett antal andra svenska Pariskonstnärer medverkade han i flera utställningar på Cercle Suédois i Paris. Han blev tillsammans med Gunnar Nilsson, Johannes Bruggner och Nils Zetterberg inbjuden av Foyer des Artistes att medverka i en utställning. I Sverige medverkade han i samlingsutställningar arrangerade av Konstfrämjandet och Gotlands konstgille. Bland hans offentliga arbeten märks en utsmyckning för Sandvikens stadshus. Hans konst består av stilleben, figurkompositioner, porträtt och ett antal större kompositioner utförda i olja, pastell eller akvarell samt träsnitt. Rybin finns representerad vid Nationalmuseum, Gotlands konstmuseum, Institut Tessin, Paris, Pau museum och Tours museum.